# Brigitte Nielsen
Brigitte Nielsen, de nom real Gitte Nielsen (Rødovre, 15 de juliol de 1963), és una model i actriu danesa. Va aconseguir la fama en els anys 80 pel seu casament i divorci amb Sylvester Stallone, gràcies a la qual va participar en pel·lícules nord-americanes i italianes, en sèries de televisió, i en el món de la música, ja de manera més irregular. És recordada també pel seu físic exuberant, i per les seves peripècies sentimentals.

## Carrera
Va deixar els estudis amb 16 anys, i es va traslladar a París el 1979 i després a Itàlia. Ja llavors estava casada, amb un músic danès. Van tenir un fill, però es van divorciar.
Dotada d'una imatge impactant per la seva gran alçada (1,85 metres), Nielsen va treballar com a model per Giorgio Armani, Versace i Gianfranco Ferré.
El productor Dino de Laurentiis la va triar com a parella d'Arnold Schwarzenegger per a la pel·lícula Red Sonja. Sylvester Stallone es va fixar en ella el 1985, es va divorciar de la seva primera esposa, i la nova parella es va casar poc després.
Brigitte Nielsen va saltar a la fama de la mà de Stallone i gràcies als seus papers en diverses pel·lícules d'ell, com Rocky IV i Cobra. Però les desavinences entre ells no van trigar a sorgir, la premsa groga va parlar d'infidelitats d'ella amb Eddie Murphy durant el rodatge de Beverly Hills Cop II (Superdetectiu a Hollywood II). El matrimoni es va trencar el 1987.
Brigitte es va traslladar a Itàlia, on va presentar un programa de televisió, Festival. La seva primera incursió musical va ser amb l'àlbum Everybody Tells a Story, que va promocionar també a Espanya. En aquest país va aconseguir especial notorietat quan se li va atribuir un romanç amb Bertín Osborne.
El gener de 1988 va conèixer el jugador de futbol Mark Gastineau, amb ell va tenir el seu segon fill, però no van arribar a casar-se i van trencar un any després. El 1989 Brigitte va fer un breu cameo juntament amb nombroses estrelles al vídeo musical de la cançó Liberian Girl de Michael Jackson.
Ja el 1990, Nielsen es va casar per tercera vegada, en aquesta ocasió amb el fotògraf Sebastian Copeland, cosí de l'actor Orlando Bloom. Tampoc aquest matrimoni va durar molt, i el 1993 es va casar amb un altre home de nacionalitat suïssa, amb qui tindria dos fills més, a un dels quals va posar de nom !Raoul Ayrton! en record del seu amic el pilot Ayrton Senna.
En la dècada dels anys 90 va seguir participant en pel·lícules, alguna d'elles de tall eròtic, i va gravar un duet amb RuPaul (You Are No Lady) per reaparèixer en el món del disc com a diva per a homosexuals, amb el nom artístic Gitta. Una altra de les seves cançons va ser No More Turning Back. Ja llavors havia modificat notòriament la seva silueta, en engrandir el seu bust amb implants de silicona.
Es va separar del seu quart marit, i el 1997 va saltar a la premsa la brama que un xeic àrab havia pagat un milió de dòlars per passar una nit amb ella.
Posteriorment ha participat en programes de telerealitat, a Itàlia i als Estats Units: The surreal life (on va començar la seva aventura amb Flavor Flav, del grup Public Enemy), Celebrity Rehab with Dr Drew...

## Filmografia
- Red Sonja (1985)
- Rocky IV (1985)
- Cobra (1986)
- Beverly Hills Cop II (1987)
- Michael Jackson, Liberian Girl (1988)
- Bye Bye Baby (1988)
- Domino (1988)
- 976-EVIL 2: The Astral Factor (1991)
- The Double 0 Kid (1992)
- Mission of Justice (1992)
- Counterstrike (1990) (TV) episodi "Bastille Day Terror" de 17 d'octubre
- Fantaghiró 2 (1992) (TV)
- Chained Heat II (1993)
- Fantaghiró 3 (1993) (TV)
- Fantaghiró 4 (1994) (TV)
- Galaxis (1995)
- Compelling Evidence (1995)
- Codename: Silencer (1995)
- Snowboard Academy (1996)
- Fantaghiró 5 (1996) (TV)
- Hostile Environment (1998)
- She's Too Tall (1998)
- Paparazzi (1998)
- Doomsdayer (2000)
- Un Posto al sole (2000) (TV) episodis de 13 i 14 de setembre
- Voyage: Killing Brigitte Nielsen (2007) (TV)
- The Hustle (2008)
- The Fish (2008)
- Nite tales The series (2009) episodi "Black Widow"
- Big Money Rustlas (2010)
- SOKO Stuttgart (2010) (1 episodi)
- Eldorado (2011)
- Skinny Dip (2011)